# Zelleromyces sinensis
Zelleromyces sinensis är en svampart som beskrevs av B. Liu, K. Tao & Ming C. Chang 1993. Zelleromyces sinensis ingår i släktet Zelleromyces och familjen kremlor och riskor.   Inga underarter finns listade i Catalogue of Life.